# Jūjin Yuki Otoko
Jūjin Yuki Otoko (jap. 獣人雪男) ist ein Kaijū-Film des Godzilla-Regisseurs Ishirō Honda aus dem Jahr 1955. Seine US-amerikanische Version, für die neue Szenen mit westlichen Schauspielerin gedreht wurden, hieß Half Human – The Story of the Abominable Snowman. Sie wurde 1958 fertig gestellt.

## Handlung
Die fünf Freunde Takashi, seine Freundin Machiko Takeno, ihr Bruder Nakada sowie Gen und Kaji machen einen Skiausflug. Trotz Takashis Warnungen beschließen Gen und Kaji, vorauszugehen. Als die Gruppe in ihrer Unterkunft zurückkehrt, fehlt von Gen und Kaji jede Spur; in der Zwischenzeit ist ein Blizzard aufgezogen.
Die Freunde hoffen, dass die beiden in der Hütte unterhalb des Berges angekommen sind, wo die fünf Freunde von Machikos älterem Bruder erwartet werden, doch bleiben die zahlreichen Telefonanrufe in der Hütte unbeantwortet. Machiko erblickt im Schneesturm die schattenhafte Figur von Chika. Die junge Frau wohnt in einem entlegenen Dorf in den Bergen, das den Kontakt zur Außenwelt meidet. Als das Telefon in der Unterkunft klingelt, vernehmen Machiko und Takashi durch den Hörer Schreie und einen Gewehrschuss. In der Zwischenzeit verschwindet Chika von den anderen unbemerkt.
Am nächsten Tag startet eine Suchaktion nach Gen und Kaji. Man findet Gens Leichnam, der erhebliche Verletzungen aufweist, und Schleifspuren von Kaji sowie Fellbüschel und übergroße Fußabdrücke. Die Suche nach Takeno verläuft erfolglos und kann erst im Frühjahr nach der Schneeschmelze fortgesetzt werden.
Im Frühjahr bricht eine Expedition unter der Leitung von Professor Koizumi auf. Trotz der geringen Chancen, Takeno noch lebend zu finden, will Takashi zumindest erfahren, was passiert ist. Professor Koizumi will zudem herausfinden, ob es in dem Gebiet einen bipedalen Primaten gibt. In einem Wirtshaus treffen sie auf einen Mann, der einen Affen in einem Käfig mit sich führt. Als er und sein Vorgesetzter Ōba, der auf der Jagd nach den Tieren für den Zirkus ist, vom Zweck der Expedition erfahren, beschließen sie, die Expedition im Auge zu behalten.
In der Nacht dringt der Schneemensch in Machikos Zelt ein und ergreift, von Machikos Schrei aufgeschreckt, die Flucht. Takashi läuft dem Wesen hinterher und landet dabei in Ōbas Zeltlager, wo er von Ōbas Männern verprügelt und in eine Schlucht geworfen wird. Chika bringt ihn in ihr Dorf und versorgt seine Wunden. Die Dorfbewohner reagieren beunruhigt auf die Ankunft eines Fremden. Der Stammeshäuptling, Chikas Großvater, beauftragt Chika, dem im Dorf als Gottheit verehrten Schneemenschen ein Opfer darzubringen. Als Chika bei ihrer Rückkehr feststellt, dass Takashi in der Zwischenzeit den Geiern zum Fraß ausgeliefert wurde, macht sie ihrem Großvater Vorwürfe. Dieser weist sie jedoch zurecht und verprügelt sie. In den Bergen trifft Chika auf Ōba und seine Leute und hält sie für die Freunde von Takashi. Ōba schenkt Chika einen Ring und erschleicht sich Chikas Vertrauen. In der Zwischenzeit findet der Schneemensch Takashi und befreit ihn von seinen Fesseln.
Auf ihrer Suche entdecken Ōba und seine Leute, dass es ein zweites Bergwesen gibt, und zwar der Sohn des Schneemenschen. Sie fangen zunächst den Sohn ein und schließlich auch den Schneemenschen, als dieser seinen Sohn befreien will. Als der Stammeshäuptling den Ring findet, den Chika von Ōba geschenkt bekommen hatte, muss Chika gestehen, dass sie Ōba und seinen Leuten von der Höhle des Schneemenschen erzählt hat. Die Dorfbewohner versuchen erfolglos, den Abtransport des Schneemenschen zu verhindern; hierbei wird der Stammeshäuptling von Ōba erschossen. In der Zwischenzeit schafft es der Sohn des Schneemenschen, sich und seinen Vater von seinen Fesseln zu befreien. Als Ōba daraufhin den Sohn tötet, tötet der Schneemensch Ōba und verwüstet das Dorf.
Nach Takashis Rückkehr in das Lager seiner Freunde nähert sich der Schneemensch und entführt Machiko. Die Freunde entdecken das zerstörte Dorf und lassen sich von Chika zu der Höhle des Schneemenschen führen. Dort finden sie Takenos Gebeine und Reste seiner Tagebuchaufzeichnungen. Den Aufzeichnungen zufolge hatte der Schneemensch den verletzten Takeno gerettet und ihn mit Essen und Unterkunft versorgt. Im Inneren der Höhle findet die Gruppe zahlreiche Schneemensch-Knochen sowie Fliegenpilze. Professor Koizumi vermutet, dass die Schneemensch-Population durch das Essen der Fliegenpilze umgekommen ist. Als der Schneemensch mit Machiko angestürmt kommt, greift Chika ihn mit einem Messer an. Er wird von Takashi angeschossen und stürzt, Chika mit sich reißend, in einen See kochenden Schwefels.

## Hintergrundinformationen
Jūjin Yuki Otoko war der erste Film von Ishirō Honda nach Godzilla (1954). Mit Momoko Kōchi, Akira Takarada und Sachio Sakai wirkten drei Darsteller aus Godzilla auch in Jūjin Yuki Otoko mit.
Im Jahr 1958 entstand eine US-Version des Films namens Half Human – The Story of the Abominable Snowman, in der der Anthropologe Dr. John Rayburn seinen Kollegen die Geschichte des Schneemenschen erzählt. In der US-Version kürzte der amerikanische Verleih die 95 Minuten lange Originalversion um die Hälfte und ergänzte 20 nachgedrehte Minuten, so dass die US-Version eine Länge von 63 Minuten hat. Der Filmtitel rührt daher, dass der Sohn des Schneemenschen in der US-Version seziert wird und sich dabei als halb menschlich herausstellt. Die Filmfirma Tōhō stellte das Kostüm des Sohnes des Schneemenschen für den Nachdreh der Szenen in der US-Version zur Verfügung. Statt Masaru Satos Originalmusik erklingt in der US-Version Archivmusik; John Carradine spricht in seiner Funktion als Erzähler seinen Text in Form eines Voice-over über den japanischen Dialog.
In Deutschland wurden Jūjin Yuki Otoko beziehungsweise Half Human – The Story of the Abominable Snowman nie gezeigt.